# Kungälvs kommun
57°52′N 11°58′Ø / 57.867°N 11.967°Ø
Kungälv kommune ligger i det svenske län Västra Götalands län i landskapet Bohuslän. Kommunens administrationscenter ligger i byen Kungälv.

Kommunen grænser til Stenungsunds, Lilla Edets, Ale, Göteborgs, Öckerö og Tjörns kommuner. Kommunen har Göta älv mod øst, Nordre älv mod syd Kattegat mod vest. Kommunen krydses af E6 og jernbanen Bohusbanan.
Kungälvs kommune er medlem af Göteborgsregionens kommunalförbund.

## Byer
Kungälv kommune har otte byer.

indbyggere pr. 31. december 2005.
| #  | By                | Indbyggere |
| -- | ----------------- | ---------- |
| 1. | Kungälv           | 21.139     |
| 2. | Marstrand         | 1.432      |
| 3. | Kode              | 1.336      |
| 4. | Diseröd           | 1.205      |
| 5. | Tjuvkil           | 480        |
| 6. | Kärna             | 451        |
| 7. | Kareby            | 286        |
| 8. | Aröd og Timmervik | 217        |